# آلان دانييلو
آلان دانييلو (بالفرنسية: Alain Daniélou)‏ (1907 - 1994)، هو كاتب ومؤرخ فرنسي. يعد دانيلو أحد الكتاب المتخصصين في ثقافة الهند وعاداتها، ومن أهم أعماله: طريق المتاهة، أساطير الهند، المعاني الأربعة للحياة.

## روابط خارجية
- آلان دانييلو على موقع ميوزك برينز (الإنجليزية)